# Labská bouda
Die Labská bouda (dt. Elbbaude, früher auch Elbfallbaude) ist eine Bergbaude im tschechischen Teil des Riesengebirges in der Kernzone (Zone 1) des Nationalparks Krkonošský národní park. Sie liegt in der Nähe des Elbfalls auf 1340 m n.m.

## Geschichte

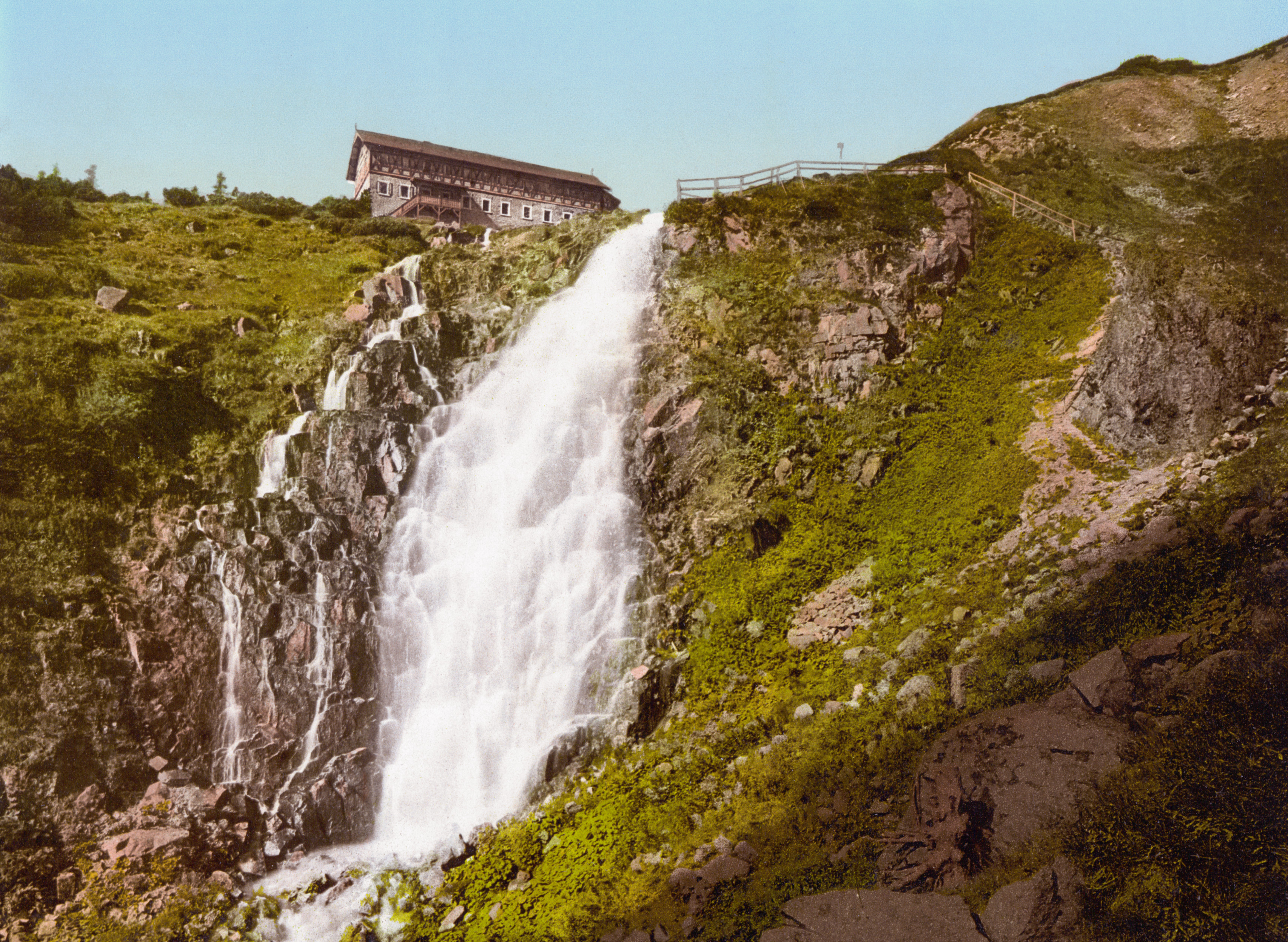
Historische Elbfallbaude oberhalb des Elbfalls

Die ursprüngliche Schutzhütte, die Mitte des 19. Jahrhunderts erbaut und 1878/79 umgebaut wurde, brannte am 6. November 1965 ab. Am 12. Juni 1969 wurde der Grundstein für ein neues, von dem Architekten Zdeněk Říhák entworfenes neunstöckiges Gebäude gelegt. Es wurde am 15. November 1975 eröffnet.
Ab 1989 blieben Hotel und Restaurant für einige Jahre geschlossen (zeitweise war ein kleiner Imbiss geöffnet).

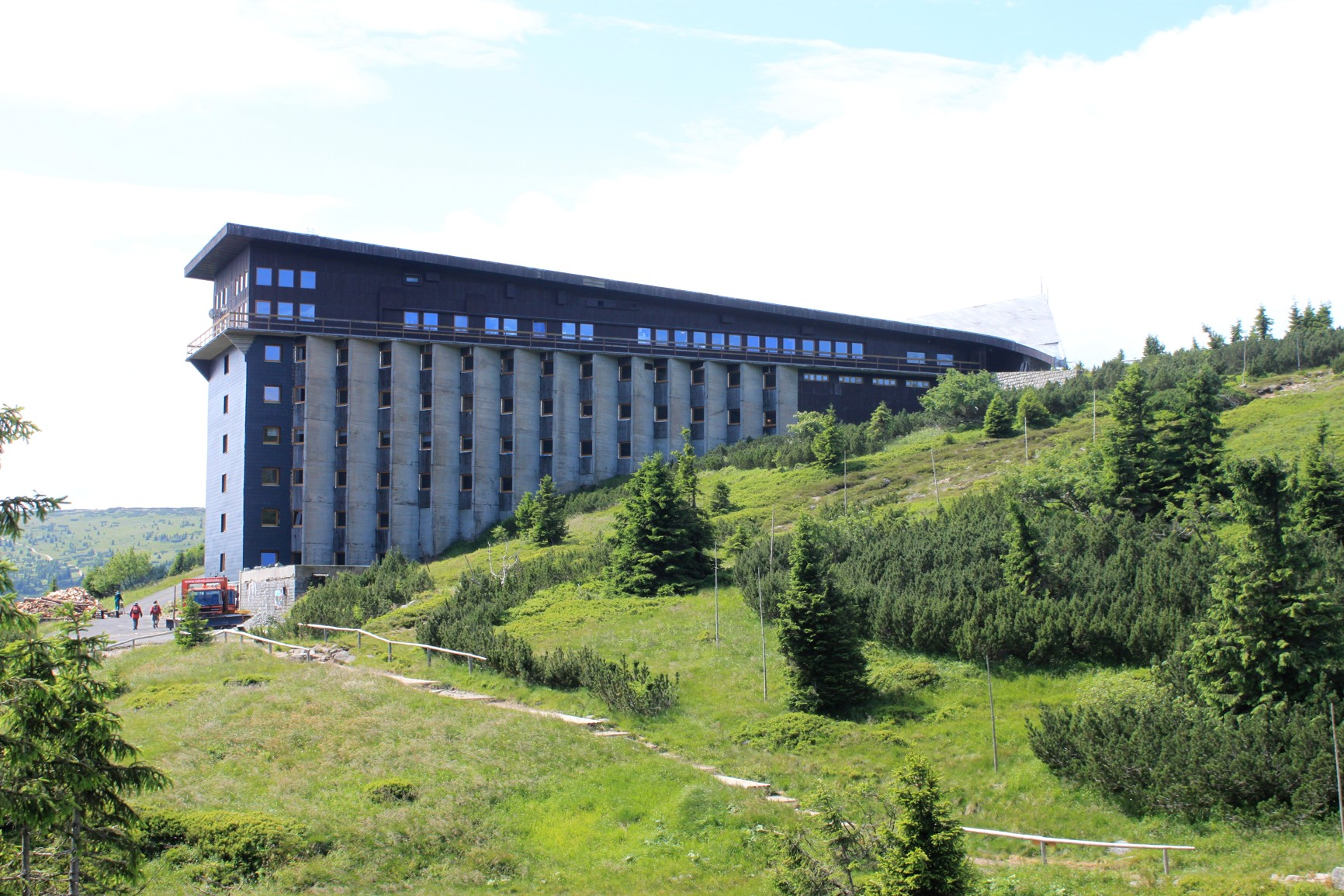
Neubau

Bis 1996 wurde die Baude vom Staatsunternehmen Krkonošské Hotely (1999 aufgelöst) bewirtschaftet, das hier überwiegend Urlauber der staatlichen Gewerkschaft ROH beherbergte.  1996 wurde ein Teil des von Krkonošské Hotely verwalteten Staatseigentums privatisiert, und die Labská bouda wurde von dem LKW-Speditionsunternehmen Pumr & Ryba aus Lázně Bělohrad erworben.
Ab 1998 führten die neuen Eigentümer Erhaltungs- und Modernisierungsarbeiten am Gebäude durch. Unter anderem wurden die beschädigten Loggien an der Frontseite des Hotels entfernt und großflächige Glaswände durch Kunststofffenster ersetzt. Am Silvesterabend 2004 wurde die Baude wieder eröffnet.  Seit 2007 boten die Eigentümer  die Labská bouda durch eine Immobilienagentur zum Verkauf an. Im gleichen Jahr  traten sie in Verhandlungen mit dem tschechischen Umweltministerium, das die Baude erwerben, abreißen und durch einen kleiner dimensionierten Bau ersetzen lassen wollte. Ein Artikel auf dem Nachrichtenportal iDNES.cz von 2007 zitiert den damaligen Direktor des Riesengebirgs-Nationalparks, Jiří Novák, mit den Worten: „Ein solches Objekt passt nicht in die strengste Schutzzone des Parks. Weder in seiner Erscheinung noch in seiner Größe, die auf die Entstehungszeit zurückzuführen ist. An der Stelle, an der sich heute die Labská bouda befindet, sollte sich nichts befinden.“ 2011 traten Umweltministerium und Nationalparkverwaltung angesichts geschätzter Abrisskosten von 90 Millionen Kronen von diesen Plänen zurück.
2012 wurde die Baude an die im gleichen Jahr gegründete Gesellschaft Salvario Holdings Limited mit Sitz in Zypern verkauft. Hotel und Restaurant werden seitdem durch die Prager Firma AEZZ bewirtschaftet, die 2012 mit dem Eigentümer einen Mietvertrag für 20 Jahre abschloss. Die AEZZ ist auch Eigentümer und Betreiber der Wiesenbaude. Der neue Eigentümer ließ weitere Renovierungsarbeiten an den Zimmern durchführen; die Heizung wurde von Öl auf Holz umgestellt  und eine Kläranlage gebaut.
In der tschechischen Presse wurde die Elbbaude als „Monstrosität“, „größenwahnsinnig“, „Betonvogelscheuche“ und „einer der größten Schrecken des Riesengebirges und der Region“ bezeichnet. Dagegen gibt es seit 2013 auch – bislang erfolglose – Bestrebungen, die Baude als herausragendes Beispiel der tschechischen Architektur der sechziger Jahre unter Denkmalschutz zu stellen.
Im Herbst 2018 schloss die Labská bouda für Renovierungsarbeiten im Restaurant; für die Sommersaison 2019 soll sie wieder geöffnet werden. Die Wärmedämmung und Neugestaltung der Fassade ist ebenfalls seit längerem geplant. Wann diese Arbeiten stattfinden, steht noch nicht fest.

## Einzelheiten
Der neunstöckige Betonbau der Labská bouda ist so in den Hang integriert, dass der Zugang über das Dachgeschoss erfolgt. In den unteren beiden Stockwerken befinden sich die technischen Einrichtungen, darüber liegen  fünf Stockwerke mit Hotelzimmern, die Gastronomie nimmt die oberen beiden Geschosse ein. Die Baude hat 79 Zimmer, ein Restaurant und ein Selbstbedienungsbuffet und bietet Platz für 120 Gäste.
Der architektonische Stil der Baude wird im nationalen Denkmalkatalog der Tschechischen Republik als von Ideen des Spätmodernismus und des Brutalismus beeinflusst beschrieben; das Gebäude steht jedoch nicht unter Denkmalschutz.  Zdeněk Říhák (1924–2006), der Architekt der Labská bouda, entwarf in den 1960er und 1970er Jahren weitere Hotels in den Nationalparks der damaligen Tschechoslowakei, darunter das  „Horizont“ in Pec pod Sněžkou.
 Das rote Symbol links ist ein sogenanntes „Stummes Zeichen“, tschechisch Němé značky, mit dem die Stangen der Wintermarkierung zur Labská bouda gekennzeichnet sind.